# 미나미히라야나기촌
미나미히라야나기촌(南平柳村)은 사이타마현 기타아다치군에 존재했던 촌이다. 현재의 가와구치시에 해당한다.

## 지리
- 사이타마현 중앙(기타아다치) 지역의 남단에 위치하며, 남쪽과 동쪽을 도쿄부(현 도쿄도)와 접하고 있다.
- 남쪽을 아라카와강이 서쪽에서 남쪽으로, 서쪽을 시바가와강이 동쪽을 신시바가와강이 각각 북쪽에서 남쪽으로 흘러 아라카와강으로 흘러들어간다.
- 전 지역이 해발 3m 이하의 저지대이며, 자연 제방 등 미세한 고지대에 의한 약간의 기복을 제외하면 전체적으로 평탄하다.
- 강이 많은 저지대이기 때문에 홍수가 자주 발생했던 지역이다. 특히 시바가와 강은 아라카와 강이 범람하면 그 역류를 받아 범람하는 경우가 많아 메이지~쇼와 시대에 걸쳐 방수로를 개설하고 수문을 설치하는 등 예방책을 강구해 왔다.
- 마을의 서쪽을 남북으로 닛코오나리 가도(현재의 국도 122호)가 관통하고 있다.

상기 범위의 2024년 3월 1일 현재 인구는 65,306명, 인구밀도는 9,290명/km2이다('사이타마현 정(丁)자별 인구조사'에 따름). 2024년(2024년) 3월 1일 현재 난페이 지역 전체의 면적은 약 7.04km2이다.

## 역사
- 1889년 4월 1일 - 정촌제 시행에 수반해 기타아다치군 미나미히라야나기촌이 성립하였다.
- 1933년 가와구치정, 야마조네촌, 아오키촌과 합병, 시로 승격에 의해 가와구치시가 되어, 미나미히라야나기촌이 소멸하였다.

## 참고문헌
- 『埼玉大百科事典 第5巻』埼玉新聞社、1975年5月、p51